# Усук-Карга
Усу́к-Карга́ (рос. Усук-Карга) — невеликий острів у морі Лаптєвих, є частиною островів Анжу в складі Новосибірських островів. Територіально належить до Республіки Саха, Росія.
Острів розташований біля західного берега острова Котельного. Має видовжену з півночі на південь форму, є продовженням коси Бисах-Карга, що на півночі. Острів відокремлює затоку Стахановців Арктики та, разом з косою, бухту Темп від моря Лаптєвих. Вкритий піском.
| Росія | Це незавершена стаття з географії Росії. Ви можете допомогти проєкту, виправивши або дописавши її. |